# 中山西路街道 (云岩区)
中山西路街道是中国贵州省贵阳市云岩区下辖的一个街道。

## 行政区划
中山西路街道下辖岳英社区、龙井社区、公园路社区、飞山街社区。